# تاماز تریدر
تاماز تریدر (Thames Trader) خودرویی است که در سال‌های ۱۹۵۷ تا ۱۹۶۵در انگلستان تولید شده‌است.
طراحی آن خودروهای موتور جلو-محور عقب بوده است.